# هابي شوغر لايف
هابي شوغر لايف (باليابانية: ハッピーシュガーライフ، بالروماجي: Happī Shugā Raifu) (بالإنجليزية: Happy Sugar Life)‏ هي سلسلة مانغا يابانية من تأليف ورسم تومياكي كاغيسورا. نشرت من قبل سكوير إنكس في مجلة غانعان جوكر، منذ 22 مارس عام 2015 حتى 22 يوليو عام 2019، وتكونت 10 مجلدات. أنتجت إلى مسلسل أنمي تلفزيوني من قبل إيزولا، منذ 14 يوليو عام 2018 واستمر عرضه حتى 29 سبتمبر 2018، وتكون من 12 حلقة.

## القصة
تدور أحداث القصة عن فتاة المدرسة الثانوية اسمها ساتو ماتسوزاكا التي تصادق فتاة صغيرة غامضة تدعى شيو تخلت عنها والدتها، وتقع على الفور في حبها، وافق كلاهما على العيش معًا في شقة ساتو. وتتعهد ساتو بحماية شيو، حتى لو كان ذلك يعني ارتكاب جرائم.

## الشخصيات
ساتو ماتسوزاكا (باليابانية: 松坂 さとう، بالروماجي: Matsuzaka Satō)
أداء صوتي: كانا هانازاوا
شيو كوبي (باليابانية: 神戸 しお، بالروماجي: Kōbe Shio)
أداء صوتي: ميساكي كونو
أساشي كوبي (باليابانية: 神戸 あさひ، بالروماجي: Kōbe Asahi)
أداء صوتي: يوميري هاناموري
تايو ميتسوبوشي (باليابانية: 三星 太陽، بالروماجي: Mitsuboshi Taiyō)
أداء صوتي: ناتسوكي هاناي
شوكو هيدا (باليابانية: 飛騨 しょうこ، بالروماجي: Hida Shōko)
أداء صوتي: أيا سوزاكي
دايتشي كيتاوميكاوا (باليابانية: 北埋川 大地، بالروماجي: Kitaumekawa Daichi)
أداء صوتي: كايتو إيشيكاوا
عمة ساتو
أداء صوتي: كيكوكو إينوي
سوميري ميازاكي (باليابانية: 宮崎 スミレ، بالروماجي: Miyazaki Sumire)
أداء صوتي: لاريسا تاغو تاكيدا
يونا كوبي (باليابانية: 神戸 ゆうな، بالروماجي: Kōbe Yūna)
أداء صوتي: يوكو غوتو

## وصلات خارجية
- موقع المانغا الرسمي باللغة اليابانية
- موقع الأنمي الرسمي باللغة اليابانية
- هابي شوغر لايف على موقع ANN manga (الإنجليزية)